# En yankee med takter i
En yankee med takter i (engelska: G.I. Blues) är en amerikansk Elvis-film från 1960 i regi av Norman Taurog, med Elvis Presley, Juliet Prowse, Robert Ivers och James Douglas i rollerna.

## Handling

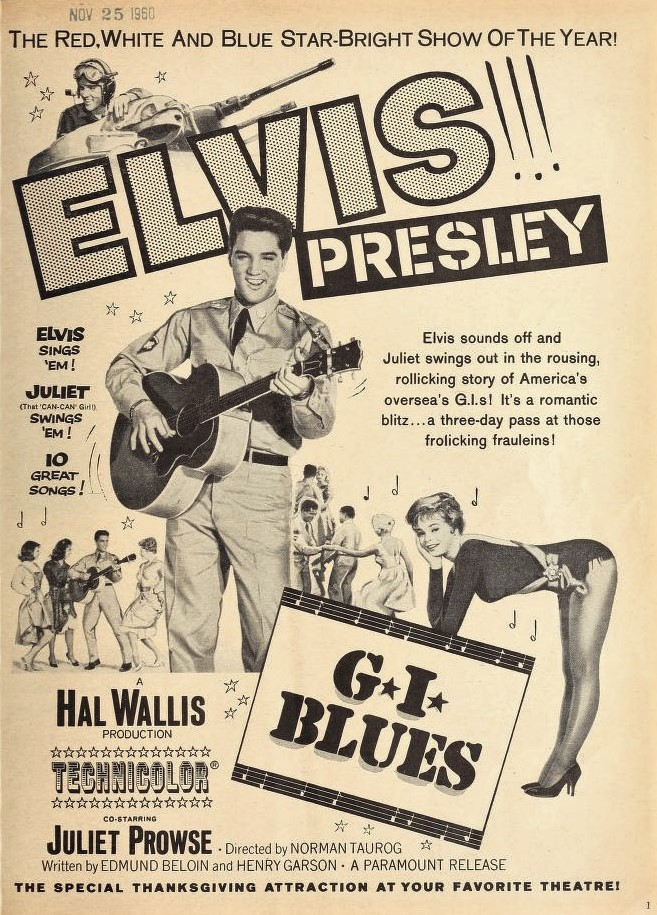
Elvis Presley i G.I. Blues.

Tulsa MacLean (Elvis Presley) är en amerikansk soldat i tjänst i Västtyskland. Han och hans vänner har ett band, The three blizzers. De spelar för att få ihop pengar till en nattklubb i hemstaden Oklahoma. En dag slår Tulsa och några vänner vad om vem som kan dejta den vackra dansösen och svårtämjda Lili (Juliet Prowse) på Cafe Europa i Frankfurt. Tulsas vänner vill hjälpa honom, men det vill inte Tulsa, som vill klara av allt själv. Filmen slutar med att Tulsa vinner Lilis hjärta och att de i filmen bestämmer sig för att gifta sig, vilket man dock inte får se.
I filmen framför Elvis bland annat låtarna "Wooden Heart", "G.I. Blues", och "Pocketful of Rainbows".

## Rollista
| Elvis Presley   | – Tulsa McLean |
| Juliet Prowse   | – Lili         |
| Robert Ivers    | – Cookie       |
| James Douglas   | – Rick         |
| Letícia Román   | – Tina         |
| Sigrid Maier    | – Marla        |
| Arch Johnson    | – Sgt. McGraw  |
| Mickey Knox     | – Jeeter       |
| John Hudson     | – Capt. Hobart |
| Kenneth Becker  | – Mac          |
| Jeremy Slate    | – Turk         |
| Beach Dickerson | – Warren       |
| Trent Dolan     | – Mickey       |
| Carl Crow       | – Walt         |
| Fred Essler     | – Papa Mueller |